# サグネイ (駆逐艦)

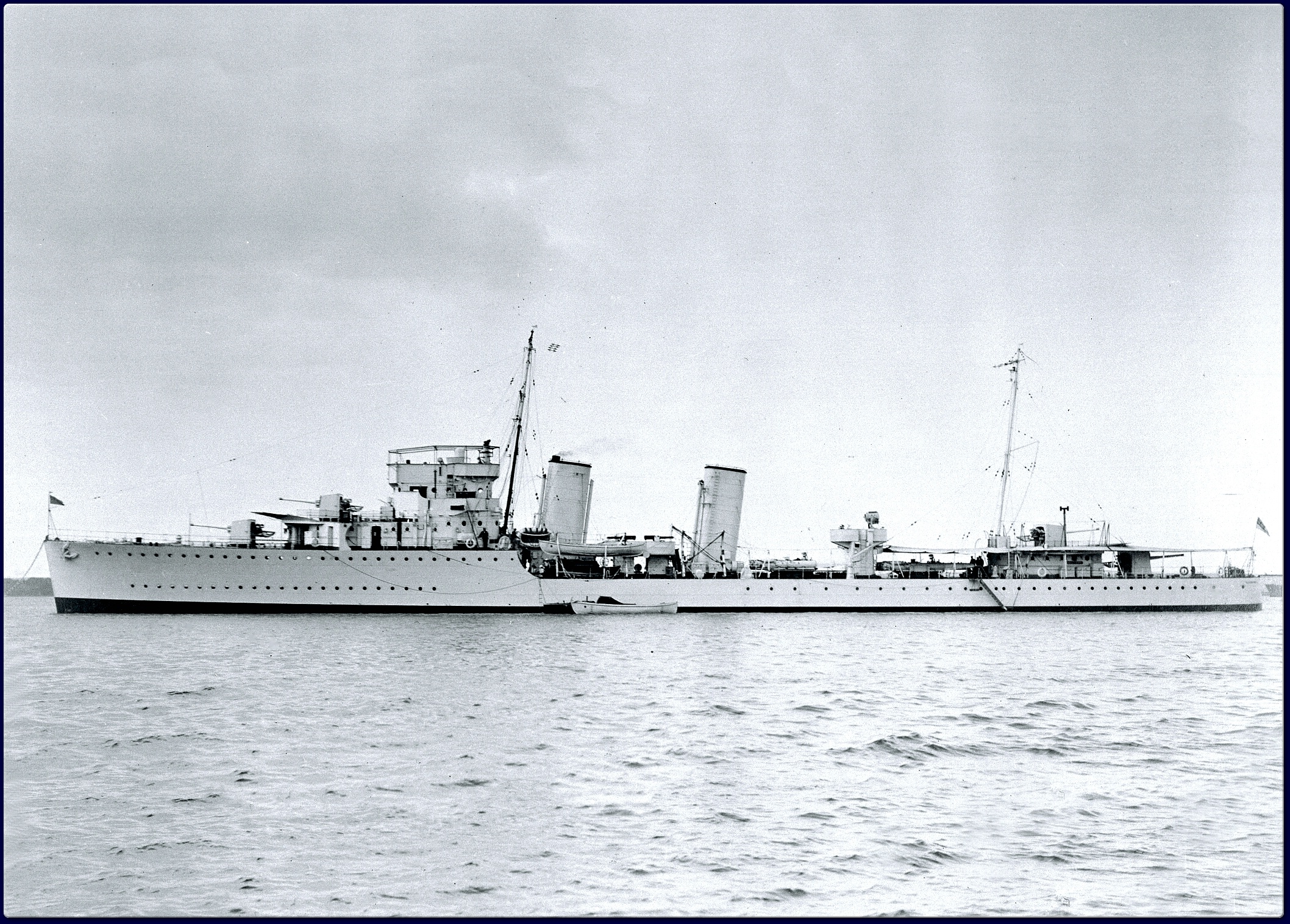
「サグネイ」

サグネイ (HMCS Saguenay) はカナダ海軍の駆逐艦。イギリスのA級駆逐艦の改正型。

## 艦歴
1929年2月29日、ソーニクロフト社に発注。同年9月27日、起工。1930年7月11日、進水。1931年5月22日、ポーツマスで就役。同型艦「スキーナ」とともにハリファックスへ向かい、7月3日（6月29日）に到着した。
1937年5月20日、「スキーナ」とともにジョージ6世戴冠記念観艦式に参加。
1939年9月10日にカナダはドイツに宣戦布告。「サグネイ」は短期間ハリファックスから船団護衛に従事した後、同月中にキングストンを拠点とするアメリカ・西インド艦隊に編入されコロン地域やウィンドワード海峡などを哨戒した。
10月20日、ドイツ装甲艦「アドミラル・グラーフ・シュペー」が弾薬庫冷却に使われる二酸化炭素を必要としていたため、炭酸などを積んだタンカー「Emmy Friedrich」がタンピコからの出航を命じられた。この船をユカタン海峡で「サグネイ」と巡洋艦「オライオン」は遠くに視認。「Emmy Friedrich」はメキシコ湾へ引き返したものの、報告を受けた巡洋艦「カラドック」に捕捉され、10月23日に自沈した。
11月下旬に「サグネイ」はハリファックスに戻り、以後船団護衛に従事。
1940年10月16日、「サグネイ」はハリファックスからイギリスのグリーノックへ向けて出発。その途中、ドイツ潜水艦に撃沈されたイギリス船「Sulaco」とノルウェー船「Cubano」の生存者32名を救助した。「サグネイ」は第10護衛グループに加わった。
1940年12月1日、「サグネイ」はHG47船団護衛中にアイルランド西方約300浬でイタリア潜水艦「アルゴ」の雷撃を受けた。魚雷1発が命中して艦首部が破壊され、死者福江不明者21名、負傷者18名を出した。「サグネイ」は自力でバロー＝イン＝ファーネスに帰還し、同地で1941年4月5日まで修理が行われた。修理完了後も主に船団護衛に従事した。また、6月に「サグネイ」はニューファンドランド護衛部隊に加わった。
1941年8月、「サグネイ」はアメリカ大統領フランクリン・ルーズベルトとの会談に向かうイギリス首相ウィンストン・チャーチルを乗せた戦艦「プリンス・オブ・ウェールズ」を護衛した。
1942年1月、「サグネイ」はON52船団護衛中に嵐で大きな被害を受けた。セントジョンズで4月10日まで修理が行われた。修理完了後、第3護衛グループに編入。
1942年11月15日、「サグネイ」はニューファンドランド島レース岬南方でパナマ貨物船「Azara」と衝突。「サグネイ」は自艦の爆雷の爆発により艦尾が破壊され、また「Azara」は沈没した。「サグネイ」はセントジョンズへ曳航された。
完全な修理はなされず、練習艦として用いられたあと1946年に解体された。